# Ottagono Alberoni
Pour les articles homonymes, voir Alberoni.
Ottagono Alberoni est une île de la lagune de Venise, en Italie.
Elle a une superficie de 2 520 m2 et a gardé l'entrée de Malamocco comme l'une des quatre forteresses octogonales du XVIe  au XXe siècle.

## Histoire
Les guerres avec les Ottomans, qui atteignirent leur apogée dans la bataille navale de Lépante en 1571, incitèrent le Sénat de la république de Venise à sécuriser militairement les entrées de la lagune. À cet effet, quatre fortifications octogonales (ottagoni) furent construites. L'île d'Alberoni, avec les forteresses de Campana et Poveglia, formait une ligne de défense à l'entrée de Malamocco.
Pendant la guerre de la Candie crétoise, qui occupa Venise de 1646 à 1669, l'île fut encore plus fortifiée. Par la suite les Ottagoni ont été négligés jusqu'à ce qu'une nouvelle modernisation commence en 1726.
De 1806 à 1814, Napoléon a intégré l'île dans son système de défense. Les Autrichiens ont renforcé l'île avec des casemates et des canons supplémentaires renforçant surtout le côté face à la mer Adriatique.
Après la Seconde Guerre mondiale, les îles forteresses, n'ayant plus de fonction, sont abandonnées et  tombent en ruine. L'Ottagono Alberoni est la forteresse la mieux conservée.